# Isothecium rigidissimum
Isothecium rigidissimum är en bladmossart som beskrevs av Fleischer 1908. Isothecium rigidissimum ingår i släktet svansmossor, och familjen Brachytheciaceae. Inga underarter finns listade i Catalogue of Life.